# Lurcher
Lurcher es un tipo de perro de origen inglés cuyo nombre deriva de "lur" que significa ladrón en lenguaje gitano.
Siempre se ha reconocido como el perro de los cazadores furtivos por lo que en ocasiones se le denomina Poacher's dog (perro de cazador furtivo).

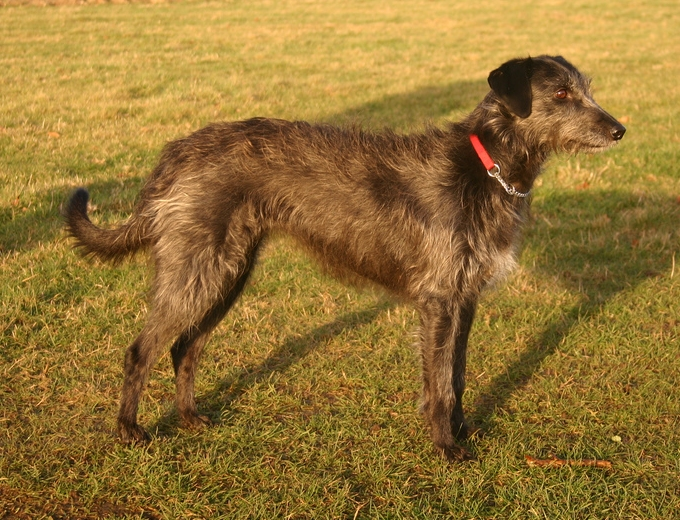
Un Lurcher.

## Características y cruces
Como consecuencia de su aspecto (peludo y desaliñado) no es admitido en competiciones pero para muchos es un perro a potenciar. En general, se puede decir que el lurcher es un cruce entre lebrel y un perro de trabajo, lo que da lugar a numerosas posibilidades: Greyhound y Golden retriever; Whippet y Border collie.
En el caso de que se quiera un lurcher con más características de lebrel que de perro de trabajo se suele cruzar por segunda vez con un perro tipo lebrel. Con esto se consigue un perro más rápido que un perro de trabajo pero con la resistencia propia de este.
El carácter del lurcher se deriva de lo mejor de sus progenitores y algunos lo definen como tranquilo y cariñoso.